# Gradac (Novo Goražde)
Pour les articles homonymes, voir Gradac.
Gradac (en serbe cyrillique : Градац) est un village de Bosnie-Herzégovine. Il est situé dans la municipalité de Novo Goražde et dans la république serbe de Bosnie. Selon les premiers résultats du recensement bosnien de 2013, il compte 105 habitants.

## Géographie
Gradac est situé sur la rive gauche de la Drina.

## Démographie

### Répartition de la population par nationalités (1991)
En 1991, le village comptait 145 habitants, tous Musulmans (Bosniaques).